# 妖精大戰爭 ～ 東方三月精

妖精大戰爭遊戲主選單

《妖精大戰爭 ～ 東方三月精》是由同人社團上海愛麗絲幻樂團製作的縱向型彈幕冰凍遊戲，是東方Project的12.8彈，同時是漫畫《東方三月精 ～ Strange and Bright Nature Deity.》的續作。

## 概要
本作的發表情報於2010年7月23日公開，並於8月14日在Comic Market 78正式售賣。角色繪由漫畫東方三月精的作者－比良坂真琴擔任，因此本作成為Windows彈幕射擊系列作中，初次由ZUN以外的人擔任人設的一作，不過結局CG仍舊由ZUN本人繪製。
本作的遊戲概念，簡單來說，就是「操作琪露諾把能避的彈幕凍結的爽快遊戲」，自機角色也只有琪露諾（チルノ）一名。玩家要操縱琪露諾過關斬將，將三妖精打敗。難度一如以往作品，分成Easy、Normal、Hard、Lunatic四種。
目前正式版（1.00a）並不支援Windows 2000的作業系統。

## 故事
冰之妖精－琪露諾，一如往日無憂無慮地生活著。正當外出時，屋子突然遭不知何人的破壞倒塌，而在倒塌的屋上更插上謎般的旗子。在旗子上，畫有似曾相識的妖精的臉容...
憤怒的琪露諾，向旗子的主人作出宣戰布告。這就是妖精大戰爭的開端。

## 系統
本作的操作系統基本上和其他Windows版彈幕射擊遊戲系列作一樣，以Z鍵射擊（在本作中，不能以按緊Z鍵作連射），X鍵釋放炸彈，Shift鍵進行低速移動，除此之外還新增C鍵/Ctrl鍵的操作，作用為連續射擊。此外，本作新增了類似遊戲《文花帖》系統「拍照」的「冰凍」技巧。

### 幹勁
幹勁（やる気）是本作用以代表自機生命的系統，數值顯示於畫面右上方。當自身miss時，幹勁會扣減100%，亦即是說，每100%的幹勁能充當一個殘機。幹勁的上限值為1000%，即殘機數量上限為10個。當自機在幹勁為99%或以下時miss，即告敗北。
幹勁能透過以射擊擊中敵人，或以受凍結敵彈碎裂傷害敵人而增加。

### 「冰凍」

圖中左下角的一大片冰塊為冰壁，它引起了敵彈的連鎖凍結

要發動冰凍技巧，首先按緊射擊鍵（預設Z鍵），此時自機會停止射擊，開始蓄能，並強制進入低速狀態，旁邊的顯示「冰凍力」（こおりパワー）的字體會變大，當儲至全滿時，若此時「冰凍力」達至30%以上，字體會變得更大，並有特別聲效（與文花帖中自機裝填率達100%時的聲效一樣），此時放開按鍵，「冰凍」即會發動。儲至全滿約需0.7秒的時間。若「冰凍力」未達至30%，即使蓄能至全滿仍不能發動。
發動時，自機周圍會產生冰壁（アイスバリア），這冰壁能把接觸到的敵彈凍結，使該敵彈靜止，而受凍結的敵彈並不會對自機存在攻擊判定。受凍結的敵彈也同樣能把其旁邊未受凍結的敵彈一起凍結，如是者能造成連鎖凍結。當經過一定的短時間後，受凍結的敵彈會碎裂，對敵人造成傷害，同時連鎖凍結也會停止。從冰塊產生至受凍結的敵彈碎裂的時間大小，會受發動時「冰凍力」的數值影響。
碎裂時會根據受凍結敵彈在畫面上所佔的總面積，決定增加的分數和「凍結面積」的上升值。

### 冰凍力
冰凍力是影響「冰凍」效能的數值，最小值為0%，最大值為100%。
需累積至30%以上方可使用「冰凍」。
冰凍力能隨時間慢慢上升，也能透過以下途徑增加。
- 以射擊擊中敵機
- 擊破敵機(藉由冰凍擊破會恢復得更快)
- 擦彈
- 進行「冰凍」的蓄能（使冰凍力上升速度比平時為快）

冰凍持續時間參考：冰凍發動時，冰凍力為30%的話，在凍結的一瞬便會碎裂；冰凍力為100%的話，凍結後約1.5秒後會碎裂。

### 凍結面積
凍結面積（こおらせた面積）的數值顯示在畫面右下方，當受凍結的敵彈碎裂時，凍結面積即會上升。按照碎裂前受凍結的敵彈佔據畫面多少空位，決定上升值。
凍結面積每達至一定數值，能使自身的「等級」提升（レベル）提升。「等級」愈高，自機的射擊會越強。一方面，凍結面積不會因miss或續關而改變；而另一方面，本作不存在增加凍結面積的道具，換言之本作是沒有加強自機射擊的道具存在的。

### 「冰凍」的重要性
冰凍技巧是本作的重要技巧，因為
- 本作存在單靠移動是不能避開的彈幕，需以冰凍來消除其威脅。
- 本作中要提升射擊威力，除炸彈外就只有冰凍一途。
- 碎裂攻擊帶來的「幹勁」上升效能，比射擊更大

### 完美冻结
完美冻结（パーフェクトフリーズ）是本作炸彈的名稱，源自紅魔鄉中，身為頭目登場的琪露諾使用的符卡名稱。發動時自機會進入無敵狀態，而射擊仍可繼續。再經過約1秒後，畫面上所有敵彈皆會被凍結。此凍結效果對「冰凍」技巧所不能凍結的炎彈有效，但是，連鎖凍結則對炎彈無效。受凍結的敵彈碎裂時，自機無敵狀態也會隨之消失。當然，本作一樣存在被彈Bomb的技巧。
發動完美冻结須消耗100%完美冻结計量（數值顯示於「幹勁」之下），該值為99%或以下時不能發動。該值的上限為300%。完美冻结計量可透過凍結敵彈而蓄積。當自機miss時，計量亦會增加25%。本作是不存在增加完美冻结計量的道具的。

### 特殊的敵彈

圖中中心白色、外邊像火焰燃燒的敵彈即為炎彈

Windows系列彈幕射擊作中，敵彈類別間的不同，只在於外觀及判定位置。而本作中，炎彈（燃えている炎弾）和雷射（レーザー）相較其他彈幕，更有獨特之處。
- 炎彈是不能被「冰凍」或已受凍結的敵彈凍結的敵彈。有紅、紫、黃三色種類存在。
- 雷射不但完全無法被凍結，更會貫通並破壞被凍結的敵彈，並使其散出小米彈攻擊自機。
- 手電筒是魔里沙的特殊攻擊，無殺傷力的魔炮。自機被照到不會被彈，但幹勁數值會快速下降。可以用冰凍彈幕、魔里沙的使魔抵擋光線。

## 自機角色
琪露諾

## 頭目角色
本作敵機的耐久值（血條）位置改變為顯示在敵機周圍，形成一條圓環。時效則顯示在中上方，方便玩家視線移動。
桑妮蜜兒可（Sunny Milk）
本來三妖精在討論要怎麼讓人類的社會陷入恐怖之中，結果便討論到要拉攏曾有過一面之緣的琪魯諾，但卻因為桑妮的主意導致琪魯諾的家被毀，可說是導致這次妖精大戰爭開打的元兇。
露娜柴爾德（Luna Child）
參與這次妖精大戰爭的三妖精之一，在本作中擔任吐槽的位置居多。
絲妲莎菲雅（Star Sapphire）
參與這次妖精大戰爭的三妖精之一，琪魯諾便是從她的口中知道誰毀了她的家（雖然絲塔表示桑妮只是想打個招呼）。
霧雨魔理沙（Marisa Kirisame）
由於結局受到某人的建議，而使琪魯諾決定找人類挑戰時所挑選的對象。她也很乾脆地接受了琪魯諾的挑戰，並以「不會致死的雷射」對她放水（但是被擊中仍然會MISS）。

## 關卡流程
本作新增了關卡選擇的項目，在進入第一關與第二關之前都得做一次選擇，這會影響到該關結尾遭遇到的頭目，對話和最後的結局亦會有所不同（Extra則沒有影響）。

## 外部連結
- 妖精大戰爭公開情報 於博麗幻想書譜（页面存档备份，存于） （日語）